# 노무라 테츠야
노무라 테츠야(일본어: 野村 哲也 노무라 데쓰야[*], 1970년 10월 8일~)는 일본의 비디오 게임 아티스트, 디렉터 및 디자이너이다. 비디오 게임 개발사 스퀘어 에닉스(전 스퀘어) 소속으로, 《파이널 판타지 VI》를 시작으로 《파이널 판타지》에 관여하고 《킹덤 하츠》 시리즈의 핵심 제작자로 활동한다.

## 화풍 및 영향
노무라는 아마노 요시타카의 작품이 자신에게 영향을 준 가장 큰 요소로 꼽았다.